# Bannoncourt
Bannoncourt è un comune francese di 179 abitanti situato nel dipartimento della Mosa nella regione del Grand Est.

## Storia

### Simboli
Lo stemma è stato adottato dal comune il 16 gennaio 2015.
La testa di capra fa riferimento al toponimo Bannoncourt (Bannonocurtis), derivato da banon che indicava l'antico diritto di pascolo dopo il raccolto. 
Alla fine dell'Ancien Régime, Bannoncourt dipendeva dalla prevostura di Saint-Mihiel e da quella di Hattonchâtel. I signori di Hattonchâtel portavano uno scudo di nero, alla croce d'oro, ripreso nello smalto di nero della capra in campo d'oro; essi si allearono con la famiglia de Clermont,  che aveva uno stemma d'azzurro, a sei anelletti d'argento posti 3, 2, 1, trafitti da sei frecce dello stesso, poste in sbarra.
La mitra è quella di san Nicola, patrono della Lorena e a cui è dedicata la chiesa locale, e ricorda anche che, in epoca medievale, Bannoncourt dipendeva dall'abbazia di San Michele di Saint Mihiel.

## Società

### Evoluzione demografica
Abitanti censiti